# Golden Tour
Tournées par Kylie Minogue
Kiss Me Once Tour
(2014-15) Tension Tour
(2025)
Le Golden Tour est la quinzième  tournée de la chanteuse australienne Kylie Minogue, faisant la promotion de son quatorzième album studio Golden (2018). La tournée commencera le 18 septembre 2018 à Newcastle, Angleterre et se terminera le 17 mars 2019 à Mount Cotton, Australie pour un total de 32 dates et visitera 14 pays en Europe et Australie. Le show est divisé en deux moitiés.

## Liste des pistes
La liste des pistes est uniquement représentative du concert du 18 septembre 2018. Elle ne représente pas toutes les dates de la tournée,.

## Dates de la tournée

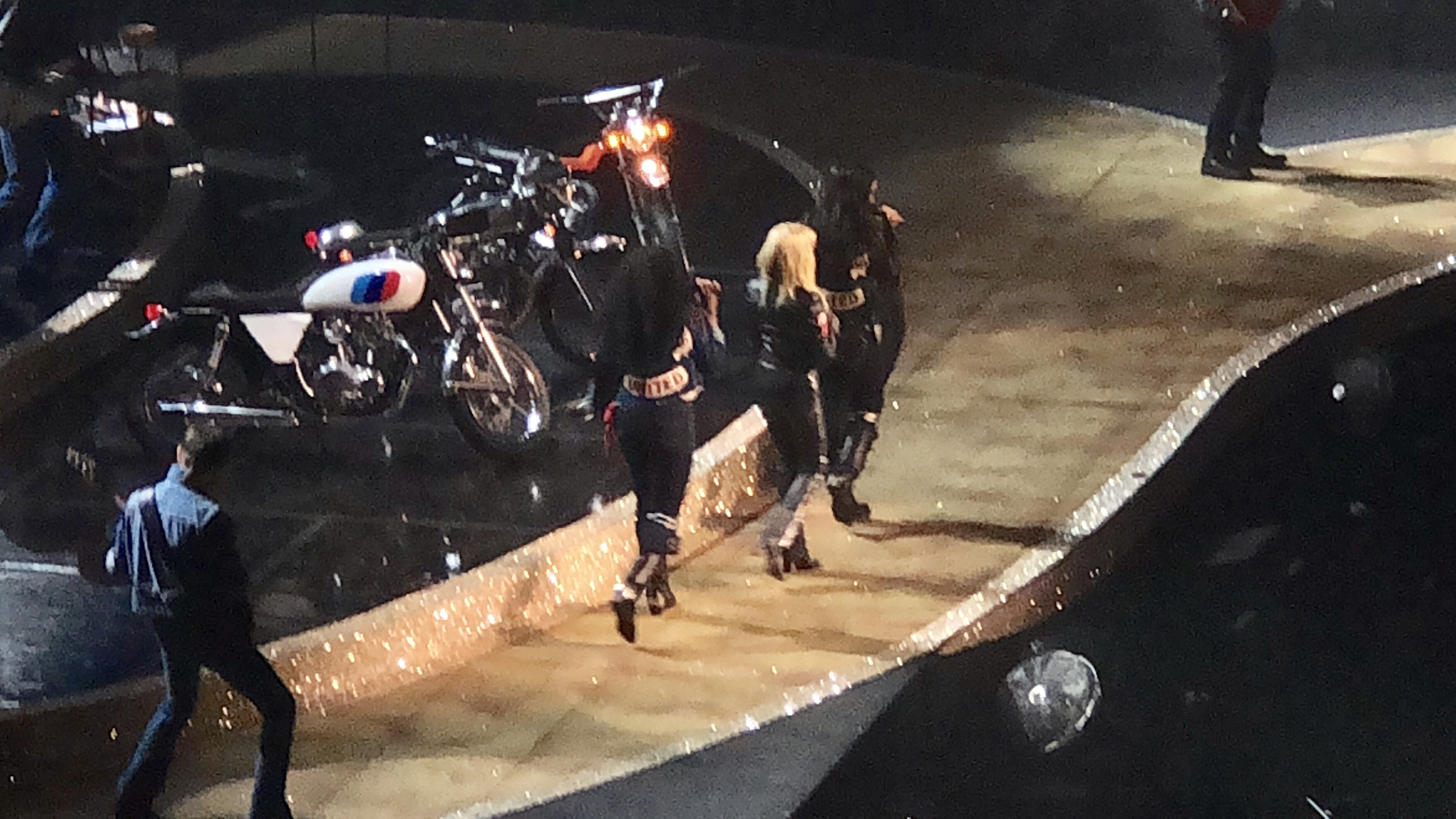
Kylie Minogue lors de sa tournée Golden Tour

| Date              | Ville                 | Pays        | Lieu                             | Première partie | Première partie        | Affluence               | Revenu       |
| ----------------- | --------------------- | ----------- | -------------------------------- | --------------- | ---------------------- | ----------------------- | ------------ |
| EUROPE / UK       |                       |             |                                  |                 |                        |                         |              |
| 18 septembre 2018 | Newcastle             | Royaume-Uni | Metro Radio Arena                | Sonic Yootha    | Sonic Yootha           | 7,579 / 9,899           | 710 213 $    |
| 20 septembre 2018 | Nottingham            | Royaume-Uni | Motorpoint Arena                 | Sonic Yootha    | Sonic Yootha           | 7,722 / 8,000           | 692 803 $    |
| 21 septembre 2018 | Birmingham            | Royaume-Uni | Genting Arena                    | Sonic Yootha    | Sonic Yootha           | 11,501 / 13,196         | 1 007 040 $  |
| 22 septembre 2018 | Bournemouth           | Royaume-Uni | Bournemouth International Centre | Sonic Yootha    | Sonic Yootha           | N/A                     | N/A          |
| 24 septembre 2018 | Cardiff               | Royaume-Uni | Motorpoint Arena Cardiff         | Sonic Yootha    | Sonic Yootha           | N/A                     | N/A          |
| 26 septembre 2018 | Londres               | Royaume-Uni | The O2 Arena                     | Sonic Yootha    | Sonic Yootha           | 30,100 / 43,227         | 3 368 900 $  |
| 27 septembre 2018 | Londres               | Royaume-Uni | The O2 Arena                     | Sonic Yootha    | Sonic Yootha           | 30,100 / 43,227         | 3 368 900 $  |
| 28 septembre 2018 | Londres               | Royaume-Uni | The O2 Arena                     | Sonic Yootha    | Sonic Yootha           | 30,100 / 43,227         | 3 368 900 $  |
| 30 septembre 2018 | Glasgow               | Royaume-Uni | SSE Hydro                        | Sonic Yootha    | Sonic Yootha           | 11,206 / 11,443         | 1 038 520 $  |
| 1er octobre 2018  | Manchester            | Royaume-Uni | Manchester Arena                 | Sonic Yootha    | Sonic Yootha           | 10,716 / 13,811         | 998 705 $    |
| 3 octobre 2018    | Liverpool             | Royaume-Uni | Echo Arena                       | Sonic Yootha    | Sonic Yootha           | 8,114 / 10,079          | 763 083 $    |
| 4 octobre 2018    | Leeds                 | Royaume-Uni | First Direct Arena               | Sonic Yootha    | Sonic Yootha           | 11,419 / 11,711         | 1 022 690 $  |
| 8 novembre 2018   | Bruxelles             | Belgique    | Cirque Royal                     | Sonic Yootha    | Sonic Yootha           | N/A                     | N/A          |
| 9 novembre 2018   | Paris                 | France      | La Seine Musicale                | Sonic Yootha    | Sonic Yootha           | N/A                     | N/A          |
| 10 novembre 2018  | Zurich                | Suisse      | Samsung Hall                     | Sonic Yootha    | Sonic Yootha           | N/A                     | N/A          |
| 12 novembre 2018  | Padoue                | Italie      | Gran Teatro Geox                 | Sonic Yootha    | Sonic Yootha           | 3,835 / 4,200           | $532,168     |
| 13 novembre 2018  | Munich                | Allemagne   | Zenith Munich                    | Sonic Yootha    | Sonic Yootha           | N/A                     | N/A          |
| 14 novembre 2018  | Vienne                | Autriche    | Bank Austria Halle               | Sonic Yootha    | Sonic Yootha           | N/A                     | N/A          |
| 18 novembre 2018  | Francfort-sur-le-Main | Allemagne   | Jahrhunderthalle                 | Sonic Yootha    | Sonic Yootha           | N/A                     | N/A          |
| 19 novembre 2018  | Berlin                | Allemagne   | Tempodrom                        | Sonic Yootha    | Sonic Yootha           | N/A                     | N/A          |
| 20 novembre 2018  | Cologne               | Allemagne   | Palladium                        | Sonic Yootha    | Sonic Yootha           | N/A                     | N/A          |
| 22 novembre 2018  | Amsterdam             | Pays-Bas    | AFAS Live                        | Sonic Yootha    | Sonic Yootha           | 4,058 / 5,500           | 271 279 $    |
| 23 novembre 2018  | Copenhague            | Danemark    | Royal Danish Theatre             | Sonic Yootha    | Sonic Yootha           | N/A                     | N/A          |
| 24 novembre 2018  | Hambourg              | Allemagne   | Mehr! Theater                    | Sonic Yootha    | Sonic Yootha           | N/A                     | N/A          |
| 3 décembre 2018   | Dublin                | Irlande     | 3Arena                           | Sonic Yootha    | Sonic Yootha           | 7,606 / 12,256          | 756 588 $    |
| 5 décembre 2018   | Belfast               | Royaume-Uni | SSE Arena                        | Sonic Yootha    | Sonic Yootha           | 5,290 / 8,741           | 480 665 $    |
| OCEANIE,          |                       |             |                                  |                 |                        |                         |              |
| 5 mars 2019       | Sydney                | Australie   | ICC Sydney Theatre               | Jake Shears     | Client Liaison         | 12,659 / 12,996         | 1 401 030 $  |
| 6 mars 2019       | Sydney                | Australie   | ICC Sydney Theatre               | Jake Shears     | Client Liaison         | 12,659 / 12,996         | 1 401 030 $  |
| 9 mars 2019       | Perth                 | Australie   | Sir James Mitchell Park          | Jake Shears     | Hatchie Client Liaison | 8,584 / 9,379           | 970 290 $    |
| 11 mars 2019      | Adélaïde              | Australie   | Adelaide Entertainment Centre    | Jake Shears     | N/A                    | 4,933 / 7,000           | 462 349 $    |
| 13 mars 2019      | Melbourne             | Australie   | Sidney Myer Music Bowl           | Jake Shears     | N/A                    | 10,903 / 10,903         | 875 757 $    |
| 16 mars 2019      | Hunter Valley         | Australie   | Bimbadgen                        | Jake Shears     | Hatchie                | 11,000 / 11,000         | 1 161 300 $  |
| 17 mars 2019      | Mount Cotton          | Australie   | Sirromet Wines                   | Jake Shears     | Hatchie                | 13,000 / 13,000         | 1 347 330 $  |
| TOTAL,            | TOTAL,                | TOTAL,      | TOTAL,                           | TOTAL,          | TOTAL,                 | 178,225 / 216,341 (82%) | 17 523 629 $ |